# Gentse mokken
Gentse mokken zijn ronde koekjes gemaakt van bloem en stroop en met een sterke anijssmaak. De etymologie van het woord is niet helemaal duidelijk. Het is mogelijk dat mokken slaat op het Gents voor een jong meisje. De bewering dat het woord zou teruggaan op het Franse "motte" is vrij onwaarschijnlijk, daar de koekjes in het Frans bekendstaan als "moques de Gand" en niet als "mottes de Gand".